# Carta a D'Alembert sobre os Espetáculos

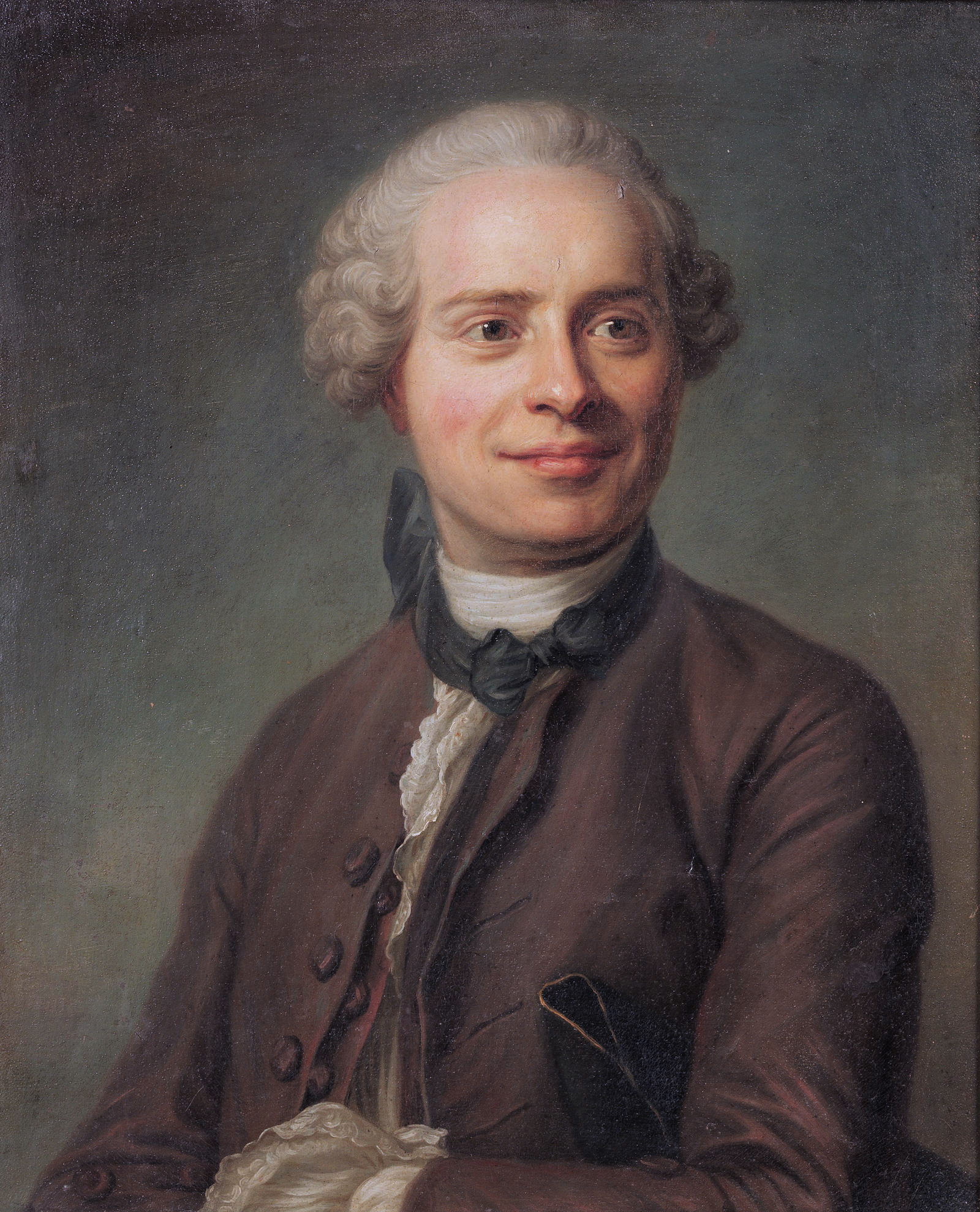
D'Alembert (foto) recebeu uma carta de Rousseau em oposição a seu artigo publicado Encyclopédie.

Carta a D'Alembert sobre os Espetáculos (em francês:  Lettre a M. d'Alembert sur les spectacles) é um ensaio de 1758 escrito por Jean-Jacques Rousseau em oposição a um artigo publicado na Encyclopédie por Jean d'Alembert, que propunha o estabelecimento de um teatro em Genebra. De maneira mais geral, é uma análise crítica dos efeitos da cultura sobre a moral, que esclarece os vínculos entre política e vida social. Rousseau relaciona a questão de um teatro em Genebra ao contexto social mais amplo, alertando para o potencial que o teatro tem de corromper a moralidade na sociedade.
A Carta é considerada de grande relevância pessoal para Rousseau, cujo patriotismo e afinidade com Genebra transparecem quando ele escreve para defender seu país da decadência moral. Concentrando-se em sua crença na ordem natural e na harmonia dos papéis sexuais tradicionais e da comunidade, Rousseau escreve para convencer D'Alembert e o público de Genebra de que um teatro é uma ameaça a um modo de vida ideal e natural.

## Contexto histórico
Rousseau geralmente se opôs ao impulso iluminista que estava ocorrendo durante sua vida. Ele procurou distanciar-se filosoficamente das visões de que o uso universal da razão, ciência, liberdade desinibida de pensamento e crescente apreciação pelas belas artes tornariam a sociedade um lugar melhor. Rousseau é frequentemente caracterizado como o pai do romantismo, pois se opôs à modernidade e ao iluminismo e glorificou o ethos heróico da Roma Antiga e da Grécia.
A tendência do iluminismo entre os filósofos, desde Descartes e Spinoza, era caminhar para uma sociedade com restrições minimizadas. Rousseau aderiu à crença de que as restrições e a censura são, muitas vezes, justificadas para manter a ordem civil. Também grupos eclesiásticos, nomeadamente os jansenistas, condenaram duramente o teatro por ser incompatível com a moral cristã. No entanto, após a morte de Luís XIV, novas ideias filosóficas começaram a surgir sobre abraçar o prazer terreno, e o teatro encontrou cada vez mais adeptos. Pode ser importante notar que o teatro era uma força cultural muito mais poderosa na época de Rousseau do que hoje. O artigo de D'Alembert, em apoio ao teatro, foi influenciado por Voltaire, que não apenas era contra a censura, mas frequentemente fazia apresentações teatrais em sua casa fora de Genebra.

## Sinopse
A Carta começa por Rousseau estabelecendo o respeito que ele tem por seu amigo D'Alembert. Mas depois de citar um trecho da carta de D'Alembert, Rousseau escreve que é imperativo discutir os desastres potenciais que um teatro pode trazer. Ele também responde a alguns comentários que D'Alembert faz elogiando a tolerância do clero de Genebra enquanto critica a intolerância do catolicismo romano francês. Rousseau está, no entanto, obstinado em envolver essa discussão em profundidade.
A carta principal está dividida em três áreas gerais: "A) O teatro em relação ao que nele se representa"; "B) O teatro considerado em relação ao palco e aos atores"; e "C) O estabelecimento de um teatro em Genebra".

### O teatro em relação ao que é representado nele
Rousseau escreve que o teatro, à primeira vista, é uma forma de diversão. As diversões são aceitáveis com moderação, quando necessárias, mas se tornam um fardo se consumirem a mente dos homens o suficiente para desperdiçar seu tempo. Segundo Rousseau, O princípio do teatro é apenas agradar, uma vez que não é funcional porque os personagens estão sempre distantes do homem. Se a peça é uma comédia, por exemplo, o conteúdo é minado; e se é trágico, os ideais heróicos são exagerados e colocados fora do alcance do homem. Mesmo que a peça retrate bem os ideais morais, a consciência do público de que é uma ficção não faz justiça às ideias.
Rousseau continua a dizer que, embora a sociedade grega e romana funcionasse bem com conteúdo trágico e violento nos teatros porque fazia parte das tradições específicas da época e do lugar, colocar essas peças em um contexto francês seria muito mais perigoso. No entanto, as tragédias não são tão perigosas quanto as comédias, pois os personagens se assemelham mais aos cidadãos franceses.
Ele discute extensivamente o trabalho do dramaturgo Molière e usa a peça Le Misanthrope como exemplo de uma comédia na qual o público obtém prazer imoral. Na peça, o personagem principal, Alceste, é bom e honesto em suas relações com os homens e feito para parecer ridículo, enquanto Philinte, um enganador e manipulador, é mostrado como superior. Rousseau considera essa peça uma obra de gênio, mas é, claro, moralmente retrógrada. Ele argumenta que, mesmo que os escritores de comédia escrevam uma peça que seja moralmente aceitável, o público não achará engraçado. Portanto, os teatros são de pouca utilidade.
Rousseau volta-se para o tema do amor, que, segundo ele, está no reino das mulheres. As mulheres naturalmente têm poder sobre os homens por meio da resistência na área dos relacionamentos e esse poder pode ser estendido à peça, onde as mulheres podem ter o mesmo controle sobre o público. Essa extensão do império das mulheres é contra a ordem natural. Rousseau refere-se à antiga Esparta, onde as mulheres mais virtuosas e apreciadas eram aquelas que eram modestas e geralmente não se falavam. Na decadência da França, Rousseau afirma que a mulher mais estimada é aquela que é mais social, mais comentada, julgadora e autoritária.

### A função do teatro em relação as pessoas e os atores
Mesmo que o teatro seja moralmente inócuo, argumenta Rousseau, sua presença é disruptiva para o uso potencialmente produtivo do tempo. Além disso, o teatro é incompatível com a mentalidade rural, onde as pessoas trabalham duro e, como resultado, devem achar prazeroso o simples relaxamento, em vez do entretenimento extravagante e superestimulante que retarda a imaginação. Um teatro em Genebra faria com que as pessoas trabalhadoras se distraíssem e se preocupassem se desenvolvessem o gosto por ele. Embora um teatro possa servir para distrair as massas das cidades do crime, não tem utilidade para uma cidade menor como Genebra, que é relativamente inocente. Rousseau também descreve o clima e a geografia de Genebra e argumenta que não é particularmente propício para apoiar um teatro.
Se um teatro for estabelecido, ele mudará as máximas e preconceitos de Genebra, para melhor ou para pior, e a melhor maneira de lidar com isso é simplesmente a prevenção, argumenta Rousseau. Em outras palavras, é mais fácil não ter que lidar com a moralidade corrompida e ter que mudar as leis de acordo.
Nesta seção, Rousseau expressa sua crença de que os próprios atores e atrizes são pessoas de um estilo de vida indesejável e de base moral potencialmente fraca. Rousseau os descreve como escandalosos, hedonistas e os compara a bobos da corte, que eram mais flagrantemente indecentes e obscenos. Mais uma vez olhando para a Grécia e Roma como um ideal, ele diz que Esparta não tolerava teatros, e Roma considerava a profissão de ator desonrosa. Ele escreve que o ator é alguém que é artificial, atua por dinheiro, se submete à desgraça e abandona seu papel de homem. Embora o ator não seja necessariamente malévolo com seus talentos de engano, continua Rousseau, a natureza sedutora e manipuladora da atuação poderia ser usada pelos atores para causar danos à sociedade fora do teatro. Também é problemático, segundo Rousseau, que mulheres e homens trabalhem juntos como atores e atrizes. Por causa do respeito natural que os homens têm pelo senso moral e timidez das mulheres, o fato de os homens estarem entre as mulheres como atrizes será mais uma ameaça à moralidade dos homens.

### O estabelecimento de um teatro em Genebra
Rousseau retrata Genebra de uma forma muito romântica e positiva, onde as pessoas são produtivas, felizes e trabalham arduamente, mas também reconhece a extrema riqueza e pobreza na cidade. Ele primeiro tenta afastar Genebra da ideia de teatro, sugerindo que não é economicamente viável e que a população é muito baixa para sustentar um teatro.
Ele continua criticando a atividade social das mulheres em locais públicos e privados em Paris e Genebra, sugerindo que as mulheres produzem somente fofocas e a decadência moral de homens, mulheres e crianças. Ele afirma que, embora os homens tenham seus vícios, como beber, eles são muito menos prejudiciais à sociedade do que os vícios das mulheres. Ele argumenta que a presença e autoridade das mulheres nos espaços públicos corrompe a juventude masculina, tornando-a efeminada e desprovida de paixão patriótica. Mais uma vez, a moralidade da Roma Antiga e da Grécia é frequentemente referenciada como um ideal a que se deve aspirar.
Na metade da parte final, Rousseau argumenta que o teatro faz o bem muito pouco para os pobres, que não podem pagar os impostos necessários para sustentar um teatro. Genebra, que já tem um alto grau de desigualdade, não precisa mais. Rousseau continua a dizer que os atores que chegam à cidade de Genebra serão indiferentes à moralidade da cidade e rapidamente a corromperão. Embora existam outras formas de entretenimento em Genebra que exemplificam os maus modos, Rousseau afirma que nenhuma dessas áreas é mais destrutiva para o bom gosto do povo do que o teatro. A melhor alternativa aos teatros são os festivais ao ar livre, na natureza, para proporcionar um espírito unificador e patriótico.

## A personalidade de Rousseau
Apesar de a carta ser endereçada diretamente a D'Alembert, sem dúvida pretende ter um efeito sobre a população em geral. A obra é famosa por exibir a retórica carismática e as tendências digressivas de Rousseau, tudo isso com sua experiência pessoal tecida no texto. Pode-se considerar que retrata a vaidade, o narcisismo e os preconceitos de Rousseau, mas o texto também pode ser pensado de forma mais positiva; como expressivo, lírico e austero. A Carta mostra a tendência de Rousseau de pensar nos eventos de sua própria vida como altamente significativos, como reflexos do quadro social mais amplo. Um exemplo é como a própria Carta é aberta e expressiva em estilo, enquanto o conteúdo da Carta é sobre essa abertura.
A Carta começa com um tom mais sombrio e urgente, mudando no final para um tom mais brilhante e otimista quando se discute a solução comunitária para o problema do teatro.

## Recepção
O próprio D'Alembert ficou comovido com a resposta, até mesmo intimidado. Com imparcialidade, ele decidiu que estava apto para publicação (ele próprio já trabalhou como censor). Rousseau e D'Alembert conseguiram manter a amizade após a resposta, embora um pouco distantes. A carta atraiu notável atenção; mais de quatrocentos artigos e panfletos foram escritos em resposta a ela. No geral, a população de Genebra concordou com a Carta.

## Temas sociais e políticos
Rousseau acreditava que o teatro afastava as pessoas da comunidade e substituía qualquer espírito patriótico e unificador por emoções artificiais. Para ter um estado próspero, Rousseau acreditava que as pessoas precisavam trabalhar juntas e harmoniosamente. Como alternativa ao teatro, Rousseau propunha festivais republicanos ao ar livre, com uma rica atmosfera comunitária. Um dos pontos centrais de Rousseau na Carta é que os costumes, opiniões, prioridades comuns e bem aceitos entre todos os cidadãos devem ser aqueles que fazem da aceitação das leis em prol do respeito, da igualdade e da harmonia uma experiência prazerosa e natural. Em outras palavras, as pessoas precisam compartilhar as preocupações com os legisladores para que um estado seja bem-sucedido.

## Mulheres e família
Na Carta, Rousseau rejeitou a noção tradicional de políticos homens serem responsáveis pela reforma moral, e pensou que era responsabilidade das mulheres. Ele considerava as mulheres, em virtude de sua natureza, as principais agentes da reforma moral, e que o sucesso do Estado depende da harmonia na vida privada e doméstica. Rousseau se opôs ao casamento sem amor (ou seja, casamento por razões financeiras, ordem, luxúria, conveniência). Na opinião de Rousseau, o verdadeiro amor pela mãe feminina e carinhosa, em vez do amor lascivo por uma amante, anda de mãos dadas com o patriotismo e a harmonia cívica. A tarefa do legislador é garantir que as mulheres de uma sociedade estejam em ordem.
Rousseau acreditava que a moral pública poderia ser criada não por leis ou punições, mas simplesmente por mulheres, pois têm acesso aos seus sentidos e controlam amplamente o modo de pensar dos homens. Ele elogiou Genebra por suas mulheres morais e sua esfera familiar ordenada, enquanto criticava as mulheres dos salões na França por tornarem os homens femininos e covardes.

## Relevância atual
No pensamento pós-moderno, havia renovado o interesse e apreciação pela Carta de Rousseau a M. D'Alembert sobre os Espetáculos, com a aceitação desde a época de Rousseau de elementos utópicos e primitivistas no pensamento político. A carta de Rousseau pode ajudar a compreender a distinção entre cultura vivida e ordem política teórica. Pensa-se também que as visões de Rousseau sobre o teatro ecoam as preocupações atuais com o entretenimento global, a televisão e a internet assumindo os costumes e a cultura locais.